# Албена Бакрачева
Албена Кузманова Бакрачева е българска филологжка и преводачка на художествена литература, професор в Нов български университет.

## Житейски път
Албена Бакрачева е родена на 3 юли 1961 година в София в семейството на юриста Кузман Бакрачев. Принадлежи към българския македонски род от Костурско Бакрачеви - внучка е на революционера и деец на ВМОРО Григор Бакрачев. През 1984 година завършва българска и английска филология в Софийския университет. Специализира в John F. Kennedy Institute for North American Studies към Берлинския свободен университет (1992), в State University of New York Geneseo (1993-94) с Фулбрайтова стипендия и в 1999 Summer Institute on Contemporary American Literature. University of Louisville, Кентъки (1999). От 2007 г. е член на международната асоциация Thoreau Society, USA.
От 1989 г. Албена Бакрачева е омъжена за писателя и преводач Венцеслав Константинов. Имат две дъщери.

## Научна дейност
През 1995 г. Бакрачева защитава докторска дисертация върху английския просвещенски роман и българската следосвобожденска белетристика. Става преподавателка по композиция на писменото изложение в Американския университет в България, Благоевград и по антична, западноевропейска и американска литература в СУ „Св. Климент Охридски“. Хабилитира се през 1999 г. и е избрана за доцент по западноевропейска и американска литература в Югозападния университет „Неофит Рилски“, Благоевград. Изнася лекции и в Пловдивския университет „Паисий Хилендарски“. От 2002 г. е редовен доцент по американистика в Нов български университет. През 2007 г. придобива научната степен „доктор на филологическите науки“. От 2009 г. е професор по американска литература.
От 2008 г. Албена Бакрачева преподава и в Университета на Мачерата, Италия (Università degli studi di Macerata, Italia)
Има над 250 публикации и научни изяви в България и в чужбина.
През 2014 г. в Конкорд, Масачузетс, Албена Бакрачева е удостоена с Голямата награда "Walter Harding" на Thoreau Society за изключителни заслуги в областта на американистиката.
През 2024 г. Албена Бакрачева е Фулбрайт гост-изследовател в Харвардския университет.  

### Трудове
- Близост в различията. Особености на реалистичното повествование в английския просвещенски роман и българската следосвобожденска белетристика, УИ „Св. Климент Охридски“, София, 1995 г. [1] (ISBN 954-90509-5-5)
- Заложби на отвореността, УИ „Св. Климент Охридски“, София, 1997 г. [2] (ISBN 954-07-1117-7)
- Живот без принцип. Избрани произведения от Хенри Дейвид Торо (съст., студия и коментар), Изд. ЛИК, София, 2001 г. [3] (ISBN 954-607-454-X)
- „A Thing of Beauty is a Joy Forever“. Online Anthology of British Literature: Volumes I-VI (съст.), Програма „Американистика и Британистика“ в Нов български университет, София, 2003.
- „The Sun Is but a Morning Star“. Anthology of American Literature by Albena Bakratcheva: Volume I (съст.), New Bulgarian University Press, Sofia, 2005. (ISBN 954-535-402-X)
- Видимост отвъд видимото. Художественият дискурс на американския трансцендентализъм, Нов български университет, 2007 г. [4] (ISBN 978-954-535-460-1)
- The Call of the Green. Thoreau and Place-Sense in American Writing, Faber Publishers, Veliko Tarnovo, 2009.[5] (ISBN 978-954-400-032-5)
- „The Sun Is but a Morning Star“. Anthology of American Literature: Volumes I-VI. Edited by Albena Bakratcheva, EP „LiterNet“, Varna, 2008-2009. (ISBN 978-954-304-347-7)
- Visibility beyond the Visible. The Poetic Discourse of American Transcendentalism. Amsterdam/New York, NY 2013. XII, 268 pp. Rodopi:(Costerus 196). (ISBN 978-90-420-3556-0)

### Преводи
- Патриша Хайсмит, „Дълбока вода“. Роман. „Народна култура“, София, 1988 г.
- Уоле Шоинка, пиеси: „Лъвът и перлата“, „Обитателите на блатата“, „Смъртта и кралският съветник“, Нобелова реч: „Миналото трябва да е обърнато с лице към настоящето“ – в книгата „Вечен кръговрат“, София, „Народна култура“, 1989 г.
- Хенри Дейвид Торо, „Уолдън“, „Гражданско неподчинение“, София, „Народна култура“, 1993 г.[6] (ISBN 954-040-066-Х)
- Хенри Дейвид Торо, „Живот без принцип“. Избрани произведения от Хенри Дейвид Торо. Изд. „ЛИК“, София, 2001 г. [7] (ISBN 954-607-454-X); Изд. „Сиела“, София, 2011 г. (ISBN 978-954-280-555-7)
- Ралф Уолдо Емерсън, „Свръхдушата“. Избрани есета. Изд. „Сиела“, София, 2014 г. (ISBN 978-954-281-566-2)
- Хенри Дейвид Торо, „Уолдън или Живот в гората“, ИК „Хермес“, Пловдив, 2016 г. (ISBN 978-954-261-572-9)
- Хенри Дейвид Торо. "Дивите ябълки. Избрани есета", с Послеслов. София, "Лик", 2019 г. (ISBN 978-619-158-083-5)
- Маргарет Фулър. "Лято на езерата", с Послеслов. София, "Лик", 2020 г. (ISBN 978-619-759-615-1)
- Ралф Уолдо Емерсън. "Кръгове. Избрани есета", с Послеслов. София, "Лик", 2021 г. (ISBN 978-619-762-527-1)
- Хенри Дейвид Торо. "Кейп Код", с Послеслов. София, "Лик", 2022 г. (ISBN 978-619-762-565-3)
- Хенри Дейвид Торо. "Мейнските гори", с Послеслов. София, "Лик", 2024 (ISBN 978-619-265-052-0)

## Интервюта
- „Американистката мечта. Интервю с доц. д-р Албена Бакрачева, директор на магистърска програма 'Американистика и Британистика. Сравнителни изследвания'.“ – В: „Литературен вестник“, София, бр. 22, 2-8.6.2004 г. (Varium est, бр. 4, май 2004 г.)

## Родословие
|  |  |  |  |  |  |  |  |  |  |  |  |  |  |                              |                              |                              |                              | Кузман Бакрачев (1849 – 1911) | Кузман Бакрачев (1849 – 1911) | Кузман Бакрачев (1849 – 1911) | Кузман Бакрачев (1849 – 1911) | Кузман Бакрачев (1849 – 1911) | Кузман Бакрачев (1849 – 1911) |                               |                               |                               |                               |  |  | Сидо Бакрачев (1822 – 25 август 1903) | Сидо Бакрачев (1822 – 25 август 1903) | Сидо Бакрачев (1822 – 25 август 1903) | Сидо Бакрачев (1822 – 25 август 1903) | Сидо Бакрачев (1822 – 25 август 1903) | Сидо Бакрачев (1822 – 25 август 1903) |  |  |                                     |                                     |                                     |                                     |                                     |                                     |  |  |                           |                           |                           |                           |                           |                           |  |  |  |  |  |  |
|  |  |  |  |  |  |  |  |  |  |  |  |  |  |                              |                              |                              |                              | Кузман Бакрачев (1849 – 1911) | Кузман Бакрачев (1849 – 1911) | Кузман Бакрачев (1849 – 1911) | Кузман Бакрачев (1849 – 1911) | Кузман Бакрачев (1849 – 1911) | Кузман Бакрачев (1849 – 1911) |                               |                               |                               |                               |  |  | Сидо Бакрачев (1822 – 25 август 1903) | Сидо Бакрачев (1822 – 25 август 1903) | Сидо Бакрачев (1822 – 25 август 1903) | Сидо Бакрачев (1822 – 25 август 1903) | Сидо Бакрачев (1822 – 25 август 1903) | Сидо Бакрачев (1822 – 25 август 1903) |  |  |                                     |                                     |                                     |                                     |                                     |                                     |  |  |                           |                           |                           |                           |                           |                           |  |  |  |  |  |  |
|  |  |  |  |  |  |  |  |  |  |  |  |  |  |                              |                              |                              |                              |                               |                               |                               |                               |                               |                               |                               |                               |                               |                               |  |  |                                       |                                       |                                       |                                       |                                       |                                       |  |  |                                     |                                     |                                     |                                     |                                     |                                     |  |  |                           |                           |                           |                           |                           |                           |  |  |  |  |  |  |
|  |  |  |  |  |  |  |  |  |  |  |  |  |  | Тома Бакрачев (1877 – 1951)  | Тома Бакрачев (1877 – 1951)  | Тома Бакрачев (1877 – 1951)  | Тома Бакрачев (1877 – 1951)  | Тома Бакрачев (1877 – 1951)   | Тома Бакрачев (1877 – 1951)   |                               |                               | Григор Бакрачев (1878 – 1963) | Григор Бакрачев (1878 – 1963) | Григор Бакрачев (1878 – 1963) | Григор Бакрачев (1878 – 1963) | Григор Бакрачев (1878 – 1963) | Григор Бакрачев (1878 – 1963) |  |  | Митре Бакрачев                        | Митре Бакрачев                        | Митре Бакрачев                        | Митре Бакрачев                        | Митре Бакрачев                        | Митре Бакрачев                        |  |  | Кузма Бакрачев (1886 – август 1907) | Кузма Бакрачев (1886 – август 1907) | Кузма Бакрачев (1886 – август 1907) | Кузма Бакрачев (1886 – август 1907) | Кузма Бакрачев (1886 – август 1907) | Кузма Бакрачев (1886 – август 1907) |  |  | Пандо Бакрачев (? – 1903) | Пандо Бакрачев (? – 1903) | Пандо Бакрачев (? – 1903) | Пандо Бакрачев (? – 1903) | Пандо Бакрачев (? – 1903) | Пандо Бакрачев (? – 1903) |  |  |  |  |  |  |
|  |  |  |  |  |  |  |  |  |  |  |  |  |  | Тома Бакрачев (1877 – 1951)  | Тома Бакрачев (1877 – 1951)  | Тома Бакрачев (1877 – 1951)  | Тома Бакрачев (1877 – 1951)  | Тома Бакрачев (1877 – 1951)   | Тома Бакрачев (1877 – 1951)   |                               |                               | Григор Бакрачев (1878 – 1963) | Григор Бакрачев (1878 – 1963) | Григор Бакрачев (1878 – 1963) | Григор Бакрачев (1878 – 1963) | Григор Бакрачев (1878 – 1963) | Григор Бакрачев (1878 – 1963) |  |  | Митре Бакрачев                        | Митре Бакрачев                        | Митре Бакрачев                        | Митре Бакрачев                        | Митре Бакрачев                        | Митре Бакрачев                        |  |  | Кузма Бакрачев (1886 – август 1907) | Кузма Бакрачев (1886 – август 1907) | Кузма Бакрачев (1886 – август 1907) | Кузма Бакрачев (1886 – август 1907) | Кузма Бакрачев (1886 – август 1907) | Кузма Бакрачев (1886 – август 1907) |  |  | Пандо Бакрачев (? – 1903) | Пандо Бакрачев (? – 1903) | Пандо Бакрачев (? – 1903) | Пандо Бакрачев (? – 1903) | Пандо Бакрачев (? – 1903) | Пандо Бакрачев (? – 1903) |  |  |  |  |  |  |
|  |  |  |  |  |  |  |  |  |  |  |  |  |  | Кирил Бакрачев (1911 – 1980) | Кирил Бакрачев (1911 – 1980) | Кирил Бакрачев (1911 – 1980) | Кирил Бакрачев (1911 – 1980) | Кирил Бакрачев (1911 – 1980)  | Кирил Бакрачев (1911 – 1980)  |                               |                               | Кузман Бакрачев               | Кузман Бакрачев               | Кузман Бакрачев               | Кузман Бакрачев               | Кузман Бакрачев               | Кузман Бакрачев               |  |  |                                       |                                       |                                       |                                       |                                       |                                       |  |  |                                     |                                     |                                     |                                     |                                     |                                     |  |  |                           |                           |                           |                           |                           |                           |  |  |  |  |  |  |
|  |  |  |  |  |  |  |  |  |  |  |  |  |  | Кирил Бакрачев (1911 – 1980) | Кирил Бакрачев (1911 – 1980) | Кирил Бакрачев (1911 – 1980) | Кирил Бакрачев (1911 – 1980) | Кирил Бакрачев (1911 – 1980)  | Кирил Бакрачев (1911 – 1980)  |                               |                               | Кузман Бакрачев               | Кузман Бакрачев               | Кузман Бакрачев               | Кузман Бакрачев               | Кузман Бакрачев               | Кузман Бакрачев               |  |  |                                       |                                       |                                       |                                       |                                       |                                       |  |  |                                     |                                     |                                     |                                     |                                     |                                     |  |  |                           |                           |                           |                           |                           |                           |  |  |  |  |  |  |
|  |  |  |  |  |  |  |  |  |  |  |  |  |  |                              |                              |                              |                              |                               |                               |                               |                               | Албена Бакрачева (р. 1961)    | Албена Бакрачева (р. 1961)    | Албена Бакрачева (р. 1961)    | Албена Бакрачева (р. 1961)    | Албена Бакрачева (р. 1961)    | Албена Бакрачева (р. 1961)    |  |  | Венцеслав Константинов (1940 – 2019)  | Венцеслав Константинов (1940 – 2019)  | Венцеслав Константинов (1940 – 2019)  | Венцеслав Константинов (1940 – 2019)  | Венцеслав Константинов (1940 – 2019)  | Венцеслав Константинов (1940 – 2019)  |  |  |                                     |                                     |                                     |                                     |                                     |                                     |  |  |                           |                           |                           |                           |                           |                           |  |  |  |  |  |  |
|  |  |  |  |  |  |  |  |  |  |  |  |  |  |                              |                              |                              |                              |                               |                               |                               |                               | Албена Бакрачева (р. 1961)    | Албена Бакрачева (р. 1961)    | Албена Бакрачева (р. 1961)    | Албена Бакрачева (р. 1961)    | Албена Бакрачева (р. 1961)    | Албена Бакрачева (р. 1961)    |  |  | Венцеслав Константинов (1940 – 2019)  | Венцеслав Константинов (1940 – 2019)  | Венцеслав Константинов (1940 – 2019)  | Венцеслав Константинов (1940 – 2019)  | Венцеслав Константинов (1940 – 2019)  | Венцеслав Константинов (1940 – 2019)  |  |  |                                     |                                     |                                     |                                     |                                     |                                     |  |  |                           |                           |                           |                           |                           |                           |  |  |  |  |  |  |